# Vaccino anti-vaiolo
Il vaccino anti-vaiolo fu introdotto da Edward Jenner nel 1796.
Jenner aveva osservato che le mungitrici infettatesi con il vaiolo bovino erano esenti dal vaiolo, il che lo indusse a concludere che la protezione da quest'ultimo potesse derivare dall'inoculazione del primo.
Il termine vaccino deriva da variolae vaccinae («vaiolo della vacca»), ideato da Jenner per indicare il vaiolo bovino.
Il termine vaccinazione sostituì presto la dizione inoculazione da vaiolo della mucca, e fu usato per la prima volta in un documento dato alle stampe da un amico di Jenner, Richard Dunning, nel 1800.
Inizialmente, il termine vaccino e derivati fu riservato al solo vaiolo, ma nel 1881 Louis Pasteur propose di onorare la scoperta di Jenner utilizzando il termine anche per le nuove e future procedure.

## Storia
Prima dell'introduzione di un vaccino, la mortalità della forma grave di vaiolo era molto elevata, fino al 35% in alcuni focolai, e attestandosi tra il 10-20% in Europa.
Documenti storici provano che un metodo per indurre l'immunità era già noto agli antichi. 
Un processo, chiamato inoculazione o variolazione oppure vaiolizzazione sembra sia stato praticato in India fin dal 1000 a.C. Non tutti i ricercatori però concordano con questa interpretazione: alcuni sostengono che gli antichi testi medici sanscriti dell'India in realtà non descrivano queste tecniche.
Il primo chiaro riferimento alla inoculazione del vaiolo risale all'autore cinese Wan Quan (1499-1582) nel suo Xinfa Douzhen (痘疹 心法), pubblicato nel 1549. L'inoculazione di vaiolo sembra sia stata diffusa in Cina fin dall'era del regno dell'imperatore Longqing (1567-1572) durante la dinastia Ming. In Cina era in uso far inalare croste di vaiolo in polvere a soggetti in buona salute. I pazienti avrebbero successivamente sviluppato una forma più lieve della malattia e da quel momento ne sarebbero rimasti immuni. La tecnica risultava gravata da un tasso di mortalità tra lo 0,5% e il 2,0%, ma comunque notevolmente inferiore al tasso di mortalità del 20-30% proprio della malattia.
La variolazione fu praticata anche per tutta la seconda metà del XVII secolo dai medici in Turchia, Persia, e in Africa. Molto diffusa risultava anche tra le comunità zingare dell'Impero ottomano, le quali probabilmente la praticavano ancora da prima. 
Nel 1714 e nel 1716, due relazioni sul metodo di inoculazione in uso nell'Impero ottomano furono redatte per conto della Royal Society in Inghilterra, da Emanuele Timoni, un medico affiliato con l'ambasciata britannica a Costantinopoli, e da Jacopo Pilarino. Fu proprio Timoni, allievo di Pilarino, che per primo introdusse il termine "inoculazione del vaiolo", tecnica da lui appresa in Oriente e praticata sul figlio di sei anni della moglie dell'ambasciatore britannico a Costantinopoli (la capitale dell'Impero ottomano), Mary Wortley Montagu. Lady Wortley Montagu si adoperò per far conoscere la tecnica in Gran Bretagna.
Nel 1721, un'epidemia di vaiolo colpì Londra e lasciò la famiglia reale britannica nella paura. Essendo venuti a conoscenza della tecnica di inoculazione, i reali decisero di utilizzarla su sé stessi. I medici britannici però li avvisarono che si trattava di una procedura pericolosa. Fu così deciso di provare la nuova tecnica su dei "volontari", ovvero dei prigionieri a cui fu promessa la libertà in caso di esito positivo della sperimentazione. I medici eseguirono la variolazione, i prigionieri si ammalarono lievemente e recuperarono in poche settimane. La famiglia reale britannica si inoculò e sul suo esempio la tecnica cominciò a diffondersi.
(Dr. Peter Kennedy)
Sotto lo stimolo di una grave epidemia, la variolazione venne impiegata nel Nord America nel 1721. La pratica era conosciuta a Boston almeno dal 1706: Cotton Mather (che divenne famoso per il processo alle streghe di Salem) scoprì che il suo schiavo, Onesimus, era stato inoculato mentre ancora in Africa, e che molti schiavi importati a Boston avevano anch'essi ricevuto la variolazione. La pratica in un primo momento fu ampiamente criticata, tuttavia, uno studio mostrò che in conseguenza della variolazione si verificarono 6 morti su 244 individui che erano stati sottoposti alla procedura (2,5%), mentre 844 furono i morti su 5 980 ammalati di malattia naturale (14%). Il processo venne quindi ampiamente adottato dalle colonie.

### La scoperta di Jenner
Jenner nacque e crebbe a Berkeley, in Inghilterra. All'età di 13 anni divenne apprendista del farmacista Daniel Ludlow e più tardi del chirurgo George Hardwick nella vicina Sodbury. Egli aveva osservato che le persone che si erano infettate con il vaiolo bovino durante il lavoro con il bestiame, risultavano immuni al vaiolo. Anche se Jenner ebbe il dubbio di un nesso di causalità, quelle osservazioni non portarono a nulla. Dal 1770 al 1772 Jenner ricevette una formazione avanzata a Londra presso il St. Georges Hospital, come allievo privato di John Hunter, quindi tornò a esercitare la medicina a Berkeley. Quando nella zona in cui esercitava Jenner si verificò un'epidemia di vaiolo egli consigliò ai lavoratori di bestiame locale di inocularsi, ma gli stessi risposero che le precedenti infezioni da vaiolo bovino, di cui avevano sofferto, li avrebbero protetti dal vaiolo. Ciò confermò i sospetti di Jenner ed egli incominciò a studiare il vaiolo bovino, presentando anche un documento su di esso per la locale società medica. Forse una qualche conoscenza informale sulla relazione tra resistenza alla malattia e lavoro con il bestiame esisteva già all'epoca. La "bella lattaia" sembra essere stata un'immagine e un tema frequente nell'arte e nella letteratura di questo periodo. Per certo che negli anni successivi al 1770, almeno sei persone in Inghilterra e Germania (Sevel, Jensen, Jesty nel 1774; Rendall e Plett nel 1791) testarono con successo la possibilità di utilizzare il virus del vaiolo bovino come una forma di vaccinazione efficace per il vaiolo degli esseri umani.La sua ipotesi non era ancora certamente confermabile.
Nel 1796, Sarah Nelmes, una lattaia locale, contrasse il vaiolo bovino e andò da Jenner per il trattamento. Jenner colse l'occasione per testare la sua teoria. Egli infatti inoculò James Phipps, di otto anni, figlio del suo giardiniere, con il materiale prelevato dalle lesioni del vaiolo bovino che aveva colpito Sarah. Dopo un lieve rialzo febbrile e aver sviluppato la lesione locale, come per altro preventivato, James recuperò prontamente la salute in un paio di giorni. Circa due mesi dopo Jenner inoculò James su entrambe le braccia con materiale prelevato da un caso di vaiolo, senza che si verificasse alcun effetto: il ragazzo era immune al vaiolo. Jenner inviò un articolo che descriveva le sue osservazioni alla Royal Society nel mese di aprile 1797. I contenuti di questo articolo sono sconosciuti. Non è mai stato presentato ufficialmente e non vi è alcuna menzione di esso negli atti della Società. Jenner spedì informalmente il suo articolo a Sir Joseph Banks, il quale si rivolse a Everard Home per riceverne un parere. Il suo rapporto, pubblicato per la prima volta nel 1799, era decisamente scettico e sollecitava ulteriori controlli e vaccinazioni. In effetti questi ulteriori studi furono eseguiti e nel 1798 Jenner pubblicò un'analisi di 23 "casi", tra cui diverse persone che avevano resistito all'esposizione naturale dopo essere state inoculate con vaiolo bovino. Non è noto quante persone abbia vaccinato Jenner inoculando il virus del vaiolo. In ogni caso Jenner concluse che l'inoculazione di vaiolo bovino era un'alternativa sicura alla inoculazione del virus del vaiolo umano, ma avventatamente sostenne anche che l'effetto protettivo sarebbe rimasto per tutta la vita. Quest'ultima previsione si sarebbe rivelata errata.

### Le prime vaccinazioni.[9]
Nei primi tempi di vaccinazioni empiriche, prima del lavoro di Louis Pasteur che portò alla teoria dei germi e di quello di Lister su asepsi e antisepsi, si verificarono numerosi casi di infezioni crociate. Si ritiene che William Woodville, uno dei primi vaccinatori e direttore dell'Ospedale di Londra per il vaiolo abbia vaccinato circa 600 persone nella prima metà del 1799. Sfortunatamente il dr Woodville, avendo inavvertitamente contaminato il materiale contenente vaiolo bovino, utilizzato per il vaccino, con materiale contenente il virus selvaggio, causò diversi casi di vaiolo tra le persone vaccinate e almeno una morte. Woodville, al fine di proteggere la propria reputazione, arrivò ad accusare di inefficacia il metodo vaccinale di Jenner.
Durante le prime fasi di vaccinazione furono diversi i medici e studiosi che morirono a causa dell'inoculazione di vaiolo. Comparvero anche i primi studi statistici ed epidemiologici, tra cui degni di nota sono quelli eseguiti da James Jurin nel 1727 e Daniel Bernoulli nel 1766. Uno dei primi resoconti si deve al dottor John Fewster, della London Medical Society, che nel 1765 pubblicò un lavoro dal titolo "Il vaiolo bovino e la sua capacità di prevenire il vaiolo". In questa pubblicazione Fewster riferiva che la variolazione non comportava alcuna reazione nelle persone che erano già state contagiate dal vaiolo bovino. Nel 1800, il lavoro di Jenner era stato pubblicato in tutte le principali lingue europee e aveva raggiunto Benjamin Waterhouse negli Stati Uniti, segno questo di una rapida diffusione e del profondo interesse suscitato. Nonostante una certa preoccupazione inerente alla sicurezza della vaccinazione, la mortalità con l'utilizzo di vaccini accuratamente selezionati era vicina a zero. Il vaccino del vaiolo fu presto in uso in tutta Europa e negli Stati Uniti. Anche se probabilmente non è stato il primo studioso a inoculare il virus del vaiolo bovino, Jenner è stato il primo a pubblicare i suoi studi fornendo anche informazioni sulla selezione di materiale idoneo per eseguire la vaccinazione. Riconoscendo questi suoi meriti gli autori del documento ufficiale dell'Organizzazione mondiale della sanità intitolato "Il vaiolo e la sua eradicazione" hanno scritto:
Nel 1804 la spedizione Balmis, una missione ufficiale spagnola comandata da Francisco Javier de Balmis, salpò per diffondere il vaccino in tutto l'Impero spagnolo, in primo luogo nelle Isole Canarie e nell'America centrale controllata dagli spagnoli. Mentre il suo vice, José Salvany, prese dosi di vaccino sufficienti per vaccinare i residenti delle coste occidentali e orientali del Sud America controllato dagli spagnoli, Balmis navigò a Manila nelle Filippine e fino a Canton e Macao, sulla costa cinese. Tornò in Spagna nel 1806.
Negli anni successivi furono individuate tecniche sempre più complesse per la produzione di vaccino stabile ed efficace. Leslie Collier sviluppò un metodo di liofilizzazione per produrre un vaccino del vaiolo termostabile alla fine del 1940. I vaccini contro il vaiolo tendevano infatti a divenire inefficaci dopo 1-2 giorni a temperatura ambiente, e ciò costituiva un grande problema. Collier aggiunse un componente chiave, il peptone, una proteina solubile, al processo. Questa proteina svolge un'azione protettiva verso il virus, è ciò rese possibile la produzione di un vaccino termostabile in polvere.

## Eradicazione del vaiolo

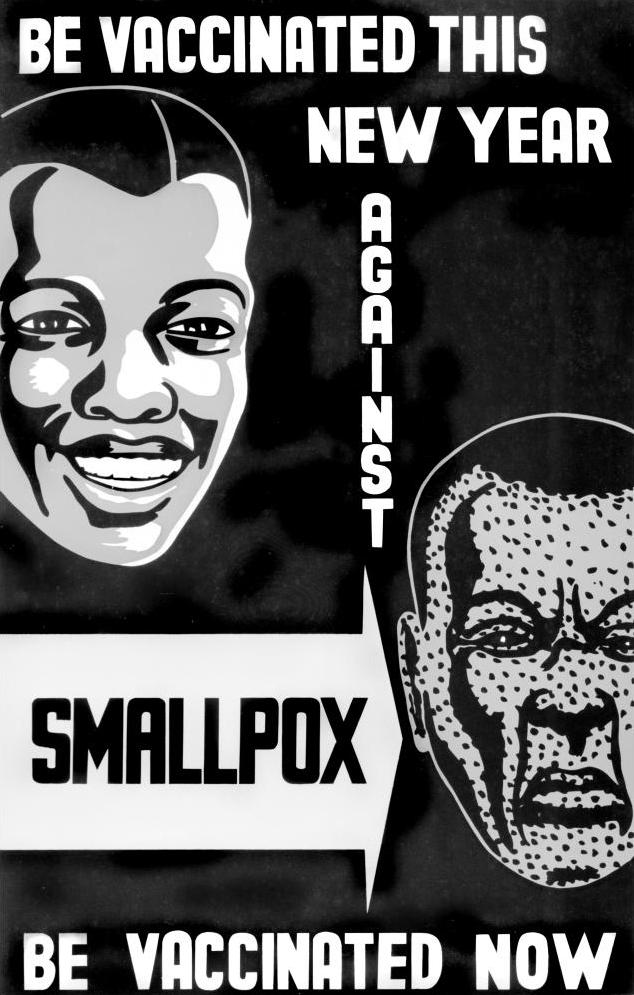
Un poster promozionale per l'eradicazione del vaiolo

Negli anni 1980 l'Organizzazione mondiale della sanità ha dichiarato la completa eradicazione del vaiolo a livello mondiale e dal 1986 ha raccomandato la distruzione delle riserve globali di vaccino entro il 1993, dal momento che l'ultimo caso endemico si era verificato dieci anni prima. Questa data venne successivamente posticipata al 30 giugno 1999. Tuttavia il virus del vaiolo non è stato completamente distrutto. Nel mondo se ne conservavano dei campioni in almeno due laboratori: uno presso il Centers for Disease Control and Prevention ad Atlanta, in Georgia (USA) e uno presso il Centro statale di ricerca sulla virologia e la biotecnologia (VECTOR) a Koltsovo in Russia. Ufficialmente, queste nazioni giustificano il mantenimento e la conservazione dei loro campioni di vaiolo considerando prematura la distruzione del virus in caso di una eventuale guerra biologica, per motivi di ricerca e nel caso in cui, in futuro, venissero scoperti eventuali focolai originati da qualche sconosciuto serbatoio naturale di vaiolo.
Il virus era conservato anche in un terzo laboratorio, a Birmingham, in Inghilterra. Questo istituto fu al centro di un caso di contaminazione che portò alla morte di vaiolo di una donna, Janet Parker, fotografo medico del dipartimento di anatomia, che contrasse il virus alla University of Birmingham Medical School e ne morì l'11 settembre 1978. La Parker fu l'ultima vittima al mondo del vaiolo. A seguito della sua morte, il responsabile scientifico sulla ricerca del vaiolo, il professor Henry Bedson, morì suicida. Dopo queste vicende i campioni di Birmingham furono distrutti.
A causa della resistenza da parte degli Stati Uniti e della Russia, nel 2002 l'Assemblea mondiale della sanità ha deciso di consentire la conservazione temporanea degli stock di virus a scopi di ricerca specifici. La distruzione delle scorte esistenti ridurrebbe il rischio connesso con la ricerca sul vaiolo in corso, e le scorte non sarebbero necessarie per rispondere a un'epidemia di vaiolo. Alcuni scienziati hanno sostenuto che le scorte possono essere utili nello sviluppo di nuovi vaccini, farmaci antivirali, e test diagnostici. Tuttavia, una review del 2010 di un team di esperti in salute pubblica nominato dall'Organizzazione mondiale della sanità ha concluso che nessun obiettivo essenziale la salute pubblica trova giovamento dal fatto che Stati Uniti e Russia continuino a mantenere le loro riserve di virus. Quest'ultimo punto di vista è spesso supportato nella comunità scientifica, in particolare tra i veterani del programma di eradicazione del vaiolo dell'OMS.
Il vaccino del vaiolo viene attualmente usato per evocare l'immunità attiva in persone che sono a rischio di esposizione all'infezione o al virus, come ricercatori e personale di laboratorio a contatto con animali o colture cellulari contaminate o infettate dal virus vaccinia, con virus vaccinia ricombinante o con altri Orthopoxvirus che infettano l'uomo. Attualmente il virus vaccinia ricombinante è allo studio come vettore di antigeni esterni, per esempio in un ipotetico vaccino contro l'HIV.

## Chimica
Il vaccino del vaiolo è una preparazione liofilizzata contenente un adeguato ceppo di virus vaccinico attenuato ottenuto dalle lesioni cutanee prodotte dall'infezione indotta in vitelli sani. Il vaccino liofilizzato si presenta come un agglomerato di colore giallo o grigiastro che tende a frammentarsi per agitazione. Negli USA, allo scopo di eliminare la contaminazione batterica durante il processo di preparazione, possono essere aggiunti antibiotici che risultano poi presenti in tracce nel vaccino ricostituito.

## Farmacodinamica
Il vaccino del vaiolo contiene il virus vaccinia che dal punto di vista antigenico è simile al virus Variola, quest'ultimo un Orthopoxvirus della famiglia dei Poxviridae, agente responsabile del vaiolo. La somministrazione del vaccino evoca la replicazione locale del virus vaccinia, che si può verificare anche a livello dei linfonodi periferici. La protezione conferita deriva probabilmente dal coinvolgimento delle cellule T e B del sistema immunitario con produzione di specifici anticorpi. In seguito all'immunizzazione primaria con il vaccino, gli anticorpi compaiono nel siero nel giro di 4-5 giorni. Nelle successive quattro settimane sono raggiunti dei picchi di concentrazione che persistono per qualche anno. A seguito della vaccinazione di richiamo l'immunità è più lunga e persistente. Quando nel siero compaiono gli anticorpi in genere si verifica anche una risposta a livello cutaneo. Infatti, dopo immunizzazione primaria, raramente si verifica la comparsa di anticorpi nel siero senza una risposta cutanea e comunque l'assenza di risposta cutanea indica una inadeguata immunizzazione. La risposta cutanea all'immunizzazione compare entro 3-5 giorni, diviene decisamente evidente entro le quattro settimane successive e può ancora modificarsi perfino venti anni dopo l'avvenuta immunizzazione. L'immunità conferita dal vaccino presenta un elevato grado di protezione nei confronti della malattia: infatti circa il 100% degli individui che ricevono una singola dose di vaccino risultano protetti per almeno cinque anni.

## Dosi terapeutiche
Il vaccino può essere somministrato per via sottocutanea in scarificazioni cutanee nella regione superiore del braccio sinistro, immediatamente al di sopra l'inserzione del muscolo deltoide. La scarificazione può essere ottenuta mediante la tecnica delle pressioni multiple oppure con un adatto iniettore che inocula il vaccino a pressione (jet injection).
Per inoculare il vaccino nelle scarificazioni cutanee si usa una dose da 0,1 mL sia per la prima sia per la seconda vaccinazione, mentre usando la tecnica della pressione multipla sono sufficienti 10 microiniezioni da 0,01 mL sia per la prima vaccinazione che per il richiamo.

## Usi clinici
Il vaccino del vaiolo veniva somministrato entro il secondo anno di vita, e veniva poi praticata una rivaccinazione in età scolare (6-8 anni).

## Effetti collaterali

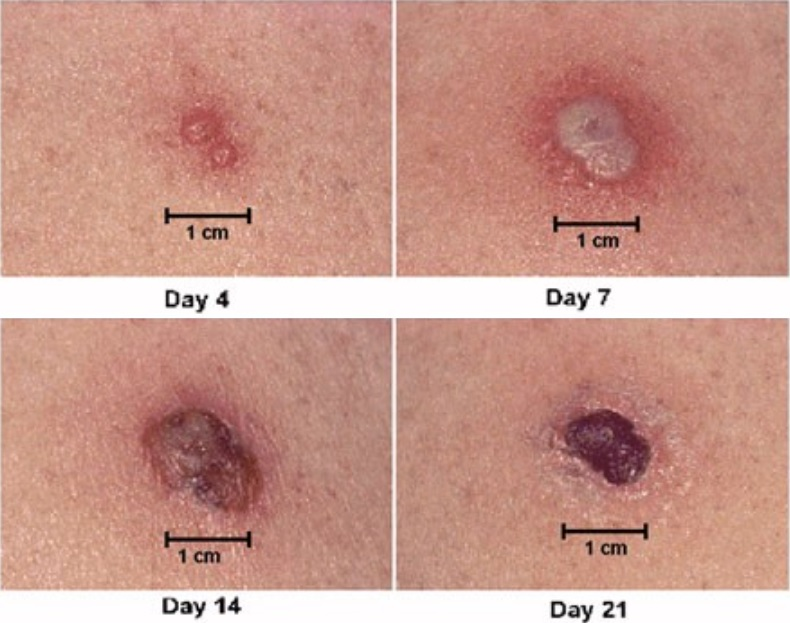
Vescicola dovuta al vaccino

Nel punto in cui avviene la somministrazione del vaccino compare entro 3-5 giorni una vescicola che si trasforma in pustola e poi in una crosta che cade dopo 2-3 settimane.
Circa 8-10 giorni dopo la vaccinazione si può talvolta verificare linfoadenopatia locale e specialmente ascellare, accompagnata da febbre.
Molto raramente (un caso su 200000 vaccinati) si può verificare encefalite vaccinica, che compare solitamente dopo 10-14 giorni dalla vaccinazione.
Essa è rara tra i bambini e più frequente negli adulti vaccinati per la prima volta; può raggiungere una letalità del 40%.

## Conservazione
Il vaccino liofilizzato del vaiolo si conserva a una temperatura inferiore a 5 °C, evitandone il congelamento. Esso ha una validità di 4 anni. 
Il vaccino ricostituito, conservato a una temperatura compresa tra 2 e 8 °C, ha una validità di 7 giorni.